# Lista de singles número um na Hot Dance Club Songs em 2010
Este anexo contém as canções lançadas como singles que atingiram a primeira posição da tabela musical estado-unidense Hot Dance Club Songs em 2010. A lista contém as faixas mais tocadas em danceterias por disc jockeys (DJ) do país que precisam atender a critérios da revista Billboard para a publicação de seus dados.
| Data de admição | Single                               | Artista                                              | Referência(s) |
| --------------- | ------------------------------------ | ---------------------------------------------------- | ------------- |
| 2 de janeiro    | "Bad Romance"                        | Lady Gaga                                            | [ 2 ]         |
| 9 de janeiro    | "Make Me"                            | Janet                                                | [ 3 ]         |
| 16 de janeiro   | "One Love"                           | David Guetta com Estelle                             | [ 4 ]         |
| 23 de janeiro   | "Push N Pull"                        | Noferini & Marini vs Sylvia Tosun                    | [ 5 ]         |
| 30 de janeiro   | "Fresh Out the Oven"                 | Lola com Pitbull                                     | [ 6 ]         |
| 6 de fevereiro  | "Did It Again (Lo hecho está hecho)" | Shakira                                              | [ 7 ]         |
| 13 de fevereiro | "Why Don't You Love Me"              | Beyoncé                                              | [ 8 ]         |
| 20 de fevereiro | "Russian Roulette"                   | Rihanna                                              | [ 9 ]         |
| 27 de fevereiro | "Telephone"                          | Lady Gaga com Beyoncé                                | [ 10 ]        |
| 6 de março      | "Hard"                               | Rihanna com Jeezy                                    | [ 11 ]        |
| 13 de março     | "The Power of Music"                 | Kristine W                                           | [ 12 ]        |
| 20 de março     | "Acapella"                           | Kelis                                                | [ 13 ]        |
| 27 de março     | "Fancy Free"                         | Sun                                                  | [ 14 ]        |
| 3 de abril      | "Louboutins"                         | J-Lo                                                 | [ 15 ]        |
| 10 de abril     | "Naturally"                          | Selena Gomez & the Scene                             | [ 16 ]        |
| 17 de abril     | "Give Me Something"                  | Ono                                                  | [ 17 ]        |
| 24 de abril     | "Heartbreak on Vinyl "               | Blake Lewis                                          | [ 18 ]        |
| 1° de maio      | "Rocket"                             | Goldfrapp                                            | [ 19 ]        |
| 8 de maio       | "Video Phone (Remix)"                | Beyoncé com Lady Gaga                                | [ 20 ]        |
| 15 de maio      | "Rude Boy"                           | Rihanna                                              | [ 21 ]        |
| 22 de maio      | "Pyramid"                            | Charice com Iyaz                                     | [ 22 ]        |
| 29 de maio      | "Imma Be"                            | Black Eyed Peas                                      | [ 23 ]        |
| 5 de junho      | "Dust in Gravity"                    | Delerium com Kreesha Turner                          | [ 24 ]        |
| 12 de junho     | "Gettin' Over You"                   | David Guetta e Chris Willis com Fergie e LMFAO       | [ 25 ]        |
| 19 de junho     | "Not Myself Tonight"                 | Christina Aguilera                                   | [ 26 ]        |
| 26 de junho     | "Pretty Mess"                        | Erika Jayne                                          | [ 27 ]        |
| 3 de julho      | "Alejandro"                          | Lady Gaga                                            | [ 28 ]        |
| 10 de julho     | "Commander"                          | Kelly Rowland com David Guetta                       | [ 29 ]        |
| 17 de julho     | "Happiness"                          | Alexis Jordan                                        | [ 30 ]        |
| 24 de julho     | "Dirty Talk"                         | Wynter Gordon                                        | [ 31 ]        |
| 31 de julho     | "Alive"                              | Goldfrapp                                            | [ 32 ]        |
| 7 de agosto     | "Your Love Is My Drug"               | Kesha                                                | [ 33 ]        |
| 14 de agosto    | "All the Lovers"                     | Kylie Minogue                                        | [ 34 ]        |
| 21 de agosto    | "California Gurls"                   | Katy Perry com Snoop Dogg                            | [ 35 ]        |
| 28 de agosto    | "I Like It"                          | Enrique Iglesias com Pitbull                         | [ 36 ]        |
| 4 de setembro   | "Fire with Fire"                     | Scissor Sisters                                      | [ 37 ]        |
| 11 de setembro  | "Dynamite"                           | Taio Cruz                                            | [ 38 ]        |
| 18 de setembro  | "Figure It Out"                      | Dave Aude com Isha CoCo                              | [ 39 ]        |
| 25 de setembro  | "Wouldnit (I'm a Star)"              | Ono                                                  | [ 40 ]        |
| 2 de outubro    | "Beautiful Monster"                  | Ne-Yo                                                | [ 41 ]        |
| 9 de outubro    | "You Lost Me"                        | Christina Aguilera                                   | [ 42 ]        |
| 16 de outubro   | "Teenage Dream"                      | Katy Perry                                           | [ 43 ]        |
| 23 de outubro   | "Body Shots"                         | Kaci Battaglia com Ludacris                          | [ 44 ]        |
| 30 de outubro   | "Get Outta My Way"                   | Kylie Minogue                                        | [ 45 ]        |
| 6 de novembro   | "To Paris with Love"                 | Donna Summer                                         | [ 46 ]        |
| 13 de novembro  | "Only Girl (In the World)"           | Rihanna                                              | [ 47 ]        |
| 20 de novembro  | "Hands"                              | The Ting Tings                                       | [ 48 ]        |
| 27 de novembro  | "In for the Kill"                    | La Roux                                              | [ 49 ]        |
| 4 de dezembro   | "Peacock"                            | Katy Perry                                           | [ 50 ]        |
| 11 de dezembro  | "I Like That"                        | Richard Vission e Static Revenger estrelando Luciana | [ 51 ]        |
| 18 de dezembro  | "Barbra Streisand"                   | Duck Sauce                                           | [ 52 ]        |
| 25 de dezembro  | "Loca"                               | Shakira com Dizzee Rascal                            | [ 53 ]        |